# Sciaenochromis
Sciaenochromis è un genere di pesci di acqua dolce appartenenti alla famiglia Cichlidae e dalla sottofamiglia Pseudocrenilabrinae.

## Distribuzione
Sono specie endemiche del Lago Malawi.

## Specie
In questo genere sono riconosciute 4 specie:
- Sciaenochromis ahli
- Sciaenochromis benthicola
- Sciaenochromis fryeri
- Sciaenochromis psammophilus